# Montgirod
Montgirod ist eine Commune déléguée mit 478 Einwohnern (Stand 1. Januar 2022) in der Gemeinde Aime-la-Plagne im Département Savoie in der Region Rhône-Alpes. Sie gehörte zum Arrondissement Albertville und zum Kanton Bourg-Saint-Maurice (bis 2015 Aime). Die Einwohner werden Montgirotains genannt.
Mit Wirkung vom 1. Januar 2016 wurden die früheren Gemeinden Aime, Granier und Montgirod zu einer Commune nouvelle mit dem Namen Aime-la-Plagne in der ebenso neuen Region Auvergne-Rhône-Alpes zusammengelegt.

## Geographie
Montgirod liegt etwa 22 Kilometer südöstlich von Albertville im Tal von Tarentaise an der Isère. 
Durch den Ort führt die Route nationale 90.
| 1954                      | 1962 | 1968 | 1975 | 1982 | 1990 | 1999 | 2006 | 2013 |
| ------------------------- | ---- | ---- | ---- | ---- | ---- | ---- | ---- | ---- |
| 493                       | 513  | 503  | 431  | 416  | 397  | 379  | 426  | 470  |
| Quelle: Cassini und INSEE |      |      |      |      |      |      |      |      |

## Sehenswürdigkeiten
- Kirche Saint-Laurent
- Kapelle Saint-Jean-Baptiste in Le Villaret